# Chevrolet Citation

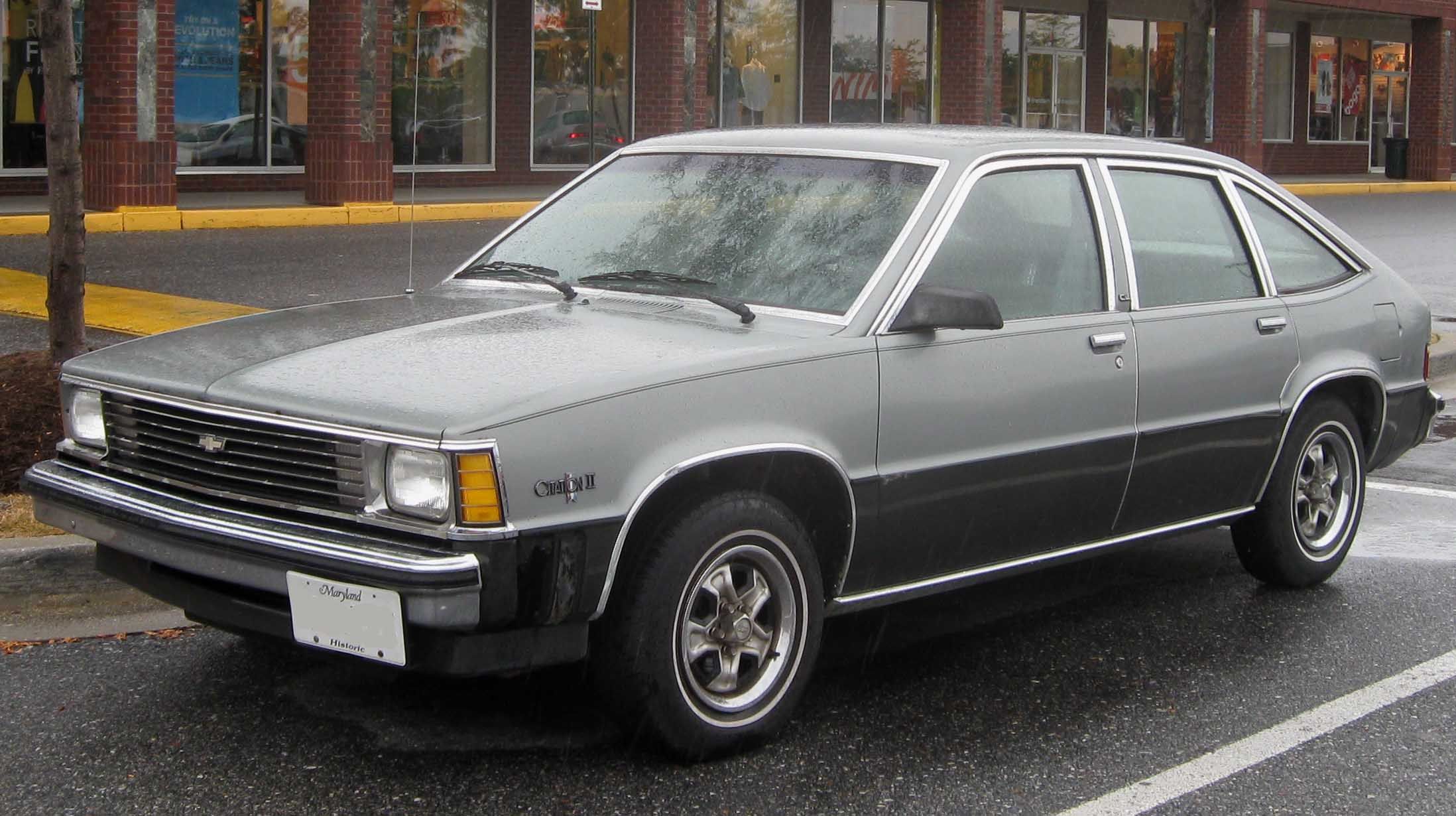
19 avril 1979

La Chevrolet Citation est une gamme de voitures compactes produites par la division Chevrolet de General Motors pour une seule génération, des années modèles 1980 à 1985. Développée en remplacement de la Chevrolet Nova, la Citation a été la première Chevrolet vendue avec traction avant. Chevrolet offrait trois styles de carrosserie: une berline à hayon trois et cinq portes, ainsi qu'un coupé notchback deux portes.
L'introduction de la Chevrolet Citation a marqué la réduction drastique de la plateforme X de 2e génération de GM, réduisant presque son empreinte extérieure aux dimensions des sous-compacts de la plateforme H de 1971 –1980. Bien que la Citation ait remplacé la Chevrolet Nova de longue date, elle partageait la plate-forme X avec la Pontiac Phoenix - partageant les carrosseries à hayon de la Citation - ainsi que la Buick Skylark et l'Oldsmobile Omega, qui ont reçu leur propre carrosserie berline. La carrosserie de la Citation coupé notchback était unique à Chevrolet.
Au cours d'une année initiale étendue, Chevrolet a vendu plus de 800 000 unités de la Citation en 1980, ce qui en fait à la fois l'un des lancements de produits les plus réussis de l'histoire de General Motors, mais aussi la voiture la plus vendue aux États-Unis en 1980 dans l'ensemble.
Parallèlement à un niveau de finition standard, Chevrolet a offert la Citation X-11, offrant des améliorations axées sur les performances. Pour 1982, la Chevrolet Celebrity a été introduite pour compléter la gamme avec des versions berline et break de taille moyenne pour la Citation. 
Après une baisse importante des ventes après son lancement, la Citation a été abandonnée après l'année modèle 1985. Pour 1987, Chevrolet a remplacé la Citation par la Chevrolet Beretta coupé deux portes et la Chevrolet Corsica berline quatre portes / voiture à hayon cinq portes. Au total, 1 642 587 Citation ont été fabriquées au cours de sa production.

## Développement
Pour mieux rivaliser dans le segment des compacts après la crise du carburant de 1973, General Motors a commencé à travailler en avril 1974 sur le remplacement de ses gammes compactes X-body, à la suite de la lenteur des ventes de véhicules full-size produits au pays en faveur de voitures importées plus petites. Les ventes de ces derniers ont grimpé en flèche à la suite de l'embargo sur le pétrole arabe de 1973 et des pénuries d'essence qui en ont résulté. Bien que la Chevrolet Monza ait connu un succès relatif, elle était dépassée et inefficace par rapport aux compacts à traction avant tels que l'Honda Accord et la Volkswagen Golf; basé sur son succès, la disposition de ce dernier serait copiée presque carrément par Chrysler lors de l'introduction de la Dodge Omni / Plymouth Horizon pour l'année modèle 1978[citation nécessaire].
Alors que GM produisait des voitures à traction avant depuis près d'une décennie, les Cadillac Eldorado et Oldsmobile Toronado n'étaient ni économiques ni compactes. Au milieu de l'été 1976, la société a produit ses premiers prototypes de voitures destinées à remplacer la X-Body; le remplacement de la Chevrolet Nova devait être appelé la "Condor". Le modèle destiné à sortir en 1978 (parallèlement à la réduction des effectifs de la gamme des voitures de taille moyenne), la X-body a été retardée jusqu'à l'année modèle 1980 en raison de problèmes d'approvisionnement en pièces; Les fournisseurs de pièces de GM tentaient de s'adapter à la production à grande échelle d'une voiture à traction avant. Pendant le retard, le nom de Chevrolet Condor a été changé pour Chevrolet Citation.

## Histoire
Lorsque Chevrolet a présenté la Citation comme son premier véhicule à traction avant, l'empreinte extérieure de la Citation de 1980 (par rapport à la prédécesseure Nova de 1979) s'était transformée presque de la même manière que la réduction des dimensions de l'Impala et de la Caprice de 1977. Perdant 152 mm d'empattement par rapport à la Nova, la Citation perdait 508 mm de long, 102 mm de large et 363 kg. Bien qu'ayant moins de 25 mm de long que la Chevrolet Vega abandonnée, sur la Citation, la traction avant et l'empattement de 2 667 mm ont permis à Chevrolet de regrouper le véhicule avec un espace intérieur comparable à la Nova sortante.
Au cours d'une année modèle 1980 prolongée, Chevrolet vendrait plus de 810 000 exemplaires de la Citation; en plus de faire l'un des lancements de produits les plus réussis de l'histoire de General Motors, la Chevrolet Citation deviendrait la voiture la plus vendue aux États-Unis en 1980.
Alors que la production de la Citation se poursuivait, les ventes du véhicule ont subi une baisse massive, passant de plus de 800 000 en 1980 à moins de 100 000 exemplaires en 1983. En 1981, la Chevrolet Citation a gagné sa concurrente la plus direct, lorsque Chrysler a présenté la Dodge Aries / Plymouth Reliant (les Chrysler K-Cars). Bien que produites également en traction avant, les K-Cars offraient des styles de carrosserie berline et break non disponibles chez Chevrolet. À l'intérieur de la division Chevrolet, alors que Chevrolet élargissait sa gamme de modèles à traction avant, la Citation a également commencé à faire face à la concurrence interne de la Chevrolet Cavalier sous-compacte et de la Chevrolet Celebrity de taille moyenne (largement dérivée de la Citation). 
À cause de sa production, en tant que l'un des véhicules X-body à traction avant, la Chevrolet Citation subirait un certain nombre de rappels de fabricants. En 1980, 225 000 exemplaires ont été rappelés pour réparer un tuyau de transmission lié aux incendies sous le capot. Les voitures X-body (qui incluaient la Citation) ont été la cible d'un procès infructueux par la National Highway Traffic Safety Administration (NHTSA) des États-Unis, qui a cité une tendance pour les véhicules à perdre le contrôle sous un freinage intensif et des problèmes de direction assistée.

### 1980
En avril 1979, la Citation est sortie en tant que modèle de 1980 en deux niveaux de finition. Parallèlement à la version standard, une version sportive X-11 a été produite.
À un prix inférieur à 6 000 $ US, avec des modèles à hayon dans une version beaucoup plus grande que les Dodge Omni / Plymouth Horizon, la demande s'est avérée très élevée pour la Citation. Aidé par une sortie en avril et encore une autre pénurie d'essence au cours de la même période, plus de 800 000 Citation ont été vendues par Chevrolet pour l'année modèle. Cependant, comme la deuxième crise du gaz a créé une demande pour des véhicules plus économes en carburant, GM a dû faire face à des pénuries importantes de moteurs quatre cylindres, laissant certains clients attendre plusieurs mois pour recevoir leurs véhicules. Avant la crise du carburant, Chevrolet avait anticipé que 70% des clients acheteraient l'option de moteur V6, ce qui empêchait les lignes de production de répondre à la demande de modèles à quatre cylindres.

### 1981
Après la lenteur des ventes, Chevrolet a abandonné la version coupée deux portes de la Citation pour 1981. Pour mieux la différencier des modèles standards, la X-11 a reçu une version à haut rendement de son V6 2,8 L de 137 ch (101 kW).

### 1982
Un changement majeur a été l'ajout de l'injection de carburant sur les modèles à quatre cylindres. Au milieu de l'année modèle, la berline deux portes notchback a été réintégrée à la gamme après avoir été abandonnée en 1981.
Pour 1982, GM a fait, à partir de la plate-forme X, une berline, une familiale et une coupé sur une plate-forme A à traction avant nommée Chevrolet Celebrity et des soeurs de plate-forme A, les Pontiac 6000, Oldsmobile Cutlass Ciera et Buick Century. Les empreintes de plancher des plate-forme A sont interchangeables avec les voitures à plate-forme X.

### 1983
1983 a vu peu de changements sur la Citation. De nouveaux sièges ont été ajoutés à l'intérieur, tandis que le moteur V6 HO est devenu une option pour les Citation non X-11.

### 1984
Pour 1984, la Citation a vu relativement peu de changements. Dans un effort pour stimuler l'intérêt pour la gamme, qui avait souffert d'une réputation de qualité et de fiabilité mauvaise, Chevrolet a rebaptisé le modèle "Citation II".

### 1985
Pour 1985, la Citation II a vu plusieurs révisions dans sa dernière année de production. Le coupé deux portes a été abandonné, ne laissant que les modèles à hayon en vente. À l'intérieur, le tableau de bord a été repensé avec une nouvelle conception de radio horizontale, des commandes HVAC et de volant. Pour la première fois, la gamme de moteurs V6 a été mise à niveau vers l'injection de carburant.
La dernière Citation est sorti de la chaîne de montage le 21 juin 1985.

## Groupe motopropulseur
En plus de la plate-forme X, GM a également créé une nouvelle gamme de moteurs pour la Citation et ses sœurs. Le V6 LE2 2,8 L était le premier de la famille des moteurs 60 °. La plate-forme X a été utilisée en 1982 comme base pour les nouvelles voitures à carrosserie A à traction avant. La plate-forme X était également la base des futures voitures à carrosserie L et à carrosserie N.

## X-11
Produite en tant que niveau de finition séparé, la Citation X-11 était une variante proposant des améliorations cosmétiques, du châssis et du groupe motopropulseur par rapport a la Citation standard. Bien que moins puissante que la Camaro Z28 (et plus tard la Monte Carlo SS), la Citation X-11 reprendrait également le rôle de la Chevrolet Monza de taille similaire. La X-11 été proposée tout au long de la production des Citation / Citation II, sur base du hayon 3 portes et du "coupé club" 2 portes (abandonné en 1981 et en 1985).
En 1981, la Citation X-11 accélérée de 0 à 97 km/h en 8,5 secondes ; la version de 1982-1984 accéléré de 0 à 97 km/h en 9,2 secondes.

### Mises à niveau du châssis
Lors de son lancement en 1980, le châssis de la Citation X-11 a été amélioré avec des barres stabilisatrices avant et arrière et une suspension sport retravaillée, qui ont été conservées tout au long de sa production. Au lieu de roues en acier, la X-11 comportait des jantes rallye de 13 pouces avec des pneus Goodyear P205 / 70R-13 à lettres blanches. En 1981, les roues de 13 pouces ont été remplacées par des roues de 14 pouces avec des pneus radiaux Goodyear Eagle GT P215 / 60 R14. Pour améliorer la maniabilité, pour 1982, la crémaillère de direction a été déplacée du pare-feu au sous-châssis contenant le moteur et la suspension avant. La modification de conception visait à empêcher le mouvement du sous-châssis d'affecter le comportement de la direction.
Pour 1980, la X-11 ne proposait que des mises à niveau de gestion par rapport à la Citation, avec un groupe motopropulseur composé d'un quatre cylindres en ligne de 2,5 L de 91 ch (67 kW) et d'un V6 de 2,8 L de 117 ch (86 kW). Parallèlement à la Citation standard, la X-11 était disponible avec une transmission manuelle à 4 vitesses à surmultiplication ou une transmission automatique à 3 vitesses (la seule transmission disponible pour 1985). 
Pour faciliter l'accélération, les rapports de pont de la X-11 ont été modifiés, ainsi que les engrenages de la transmission. Un premier rapport plus haut était destiné à permettre à la X-11 d'accélérer jusqu'à 97 km/h sans passer au troisième rapport. Pour 1981, la X-11 était exclusivement alimentée par une version "à haut rendement" du V6 de 2,8 litres; un système d'échappement à deux pointes plus performant qui augmenté la puissance à 137 ch (101 kW). Comme auparavant, la X-11 a maintenu des rapports de transmission finale séparés. En 1982, la réglementation sur les émissions exigeait une diminution du couple de sortie (la puissance restait inchangée). Ce rendement est resté la même jusqu'en 1984. En 1985, le moteur à carburateur a été remplacé par une version à injection de carburant pour le V6 de 2,8 L avec une puissance réduite à 132 ch (97 kW). Avec des réglages légèrement différent, la Citation X-11 a partagé son groupe motopropulseur avec la Chevrolet Celebrity Eurosport, la Pontiac 6000STE et la Pontiac Fiero.

### Mises à niveau de la carrosserie
En 1980, la Citation X-11 partageait la majeure partie de son groupe motopropulseur avec la Citation standard, le modèle étant principalement une finition de châssis et visuelle. En plus des roues et des pneus en alliage, la X-11 était équipé d'un becquet de coffre, de rétroviseurs sport, de plinthes et de bandes latérales. En 1981, afin de mieux distinguer le modèle X-11 des Citation bicolores standard, la bande latérale de la X-11 a été remplacée au profit d'un grand graphique de porte "X-11", qui est resté en usage pour le reste de sa production. Le modèle X-11 se distingue mieux d'une Citation standard par l'utilisation d'une calandre noire (la seule garniture chromée extérieure sur une Citation II X-11 est le logo Chevrolet sur la calandre et l'emblème du coffre). En 1981, une écope de capot à induction fonctionnelle a été ajoutée. Sous une forte accélération, un interrupteur solénoïde ouvrait un volet qui laissé entrer de l'air supplémentaire. 
Bien que produit sans la banquette avant vue lors du lancement de la Citation, l'intérieur de la X-11 était plus largement différencié avec l'utilisation d'un volant sport. La X-11 a été produite avec son propre tableau de bord, qui comprenait un ensemble complet de jauges moteur (compte-tours 6 000 tr/min pour 1980, compte-tours 7 000 tr/min pour 1981-1985).

### Courses
Le SCCA a classé la X-11 dans la classe Showroom Stock B. Bob McConnell a conduit une X-11 de 1981 aux championnats nationaux SSB en 1982 et 1984.

## Récompenses
La Chevrolet Citation a été élue Voiture de l'année Motor Trend pour 1980. En 2009, la rédaction de Car and Driver a critiqué la décision de Motor Trend en 1980 (à côté de plusieurs autres récompenses pour des véhicules), citant la mauvaise qualité de construction et la fiabilité mécanique ne méritant pas une telle récompense avec le recul.
Car and Driver, ainsi que plusieurs autres magazines automobiles de l'époque, ont été dupés lorsque GM leur a prêté des versions spécialement modifiées des véhicules X-body dans lesquels un puissant couple de braquage avait été conçu (le couple de braquage était une caractéristique de manipulation commune aux véhicules de la plate-forme X). Patrick Bedard de Car and Driver a déclaré qu'il était complètement surpris par cela lorsqu'il a conduit une version de production quelque temps plus tard. Comme les autres voitures X-body, la Citation a été en proie par de nombreux rapports d'une tendance à bloquer ses roues arrière au freinage, lui faisant perdre le contrôle et s'écraser.

## Ventes
| Production de la Chevrolet Citation | Production de la Chevrolet Citation |
| Année                               | Ventes                              |
| ----------------------------------- | ----------------------------------- |
| 1980                                | 811 540                             |
| 1981                                | 413 379                             |
| 1982                                | 165 557                             |
| 1983                                | 92 184                              |
| 1984                                | 97 205                              |
| 1985                                | 62 722                              |